# Melanie Stansbury
Melanie Ann Stansbury, född 31 januari 1979 i Farmington i New Mexico, är en amerikansk politiker (demokrat). Hon är ledamot av USA:s representanthus sedan 2021.
Hon gick i skola i Cibola High School i Albuquerque och avlade 2002 kandidatexamen vid Saint Mary's College of California samt 2007 masterexamen vid Cornell University.
Stansbury vann fyllnadsvalet till USA:s representanthus i juni 2021 som hölls efter att Deb Haaland hade avgått i mars 2021 för att tillträda som USA:s inrikesminister.